# روان (بهار)
روان (بهار)، روستایی از توابع بخش مرکزی شهرستان بهار در استان همدان ایران است.

## جمعیت
این روستا در دهستان آبرومند قرار دارد و براساس سرشماری مرکز آمار ایران در سال ۱۳۹۵، جمعیت آن ۱۳۷۱ نفر (۳۷۳خانوار) بوده‌است.

## نگارخانه

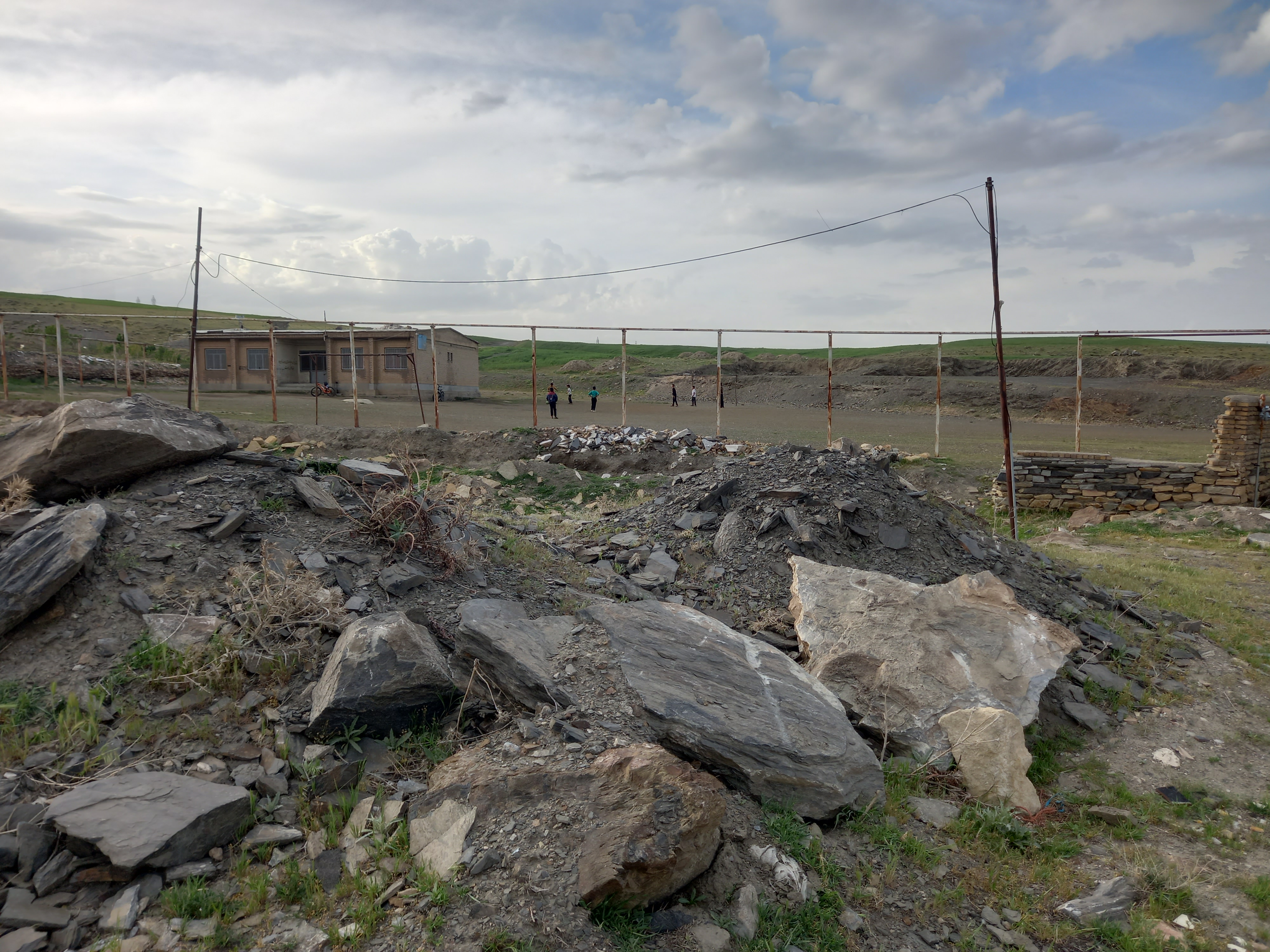
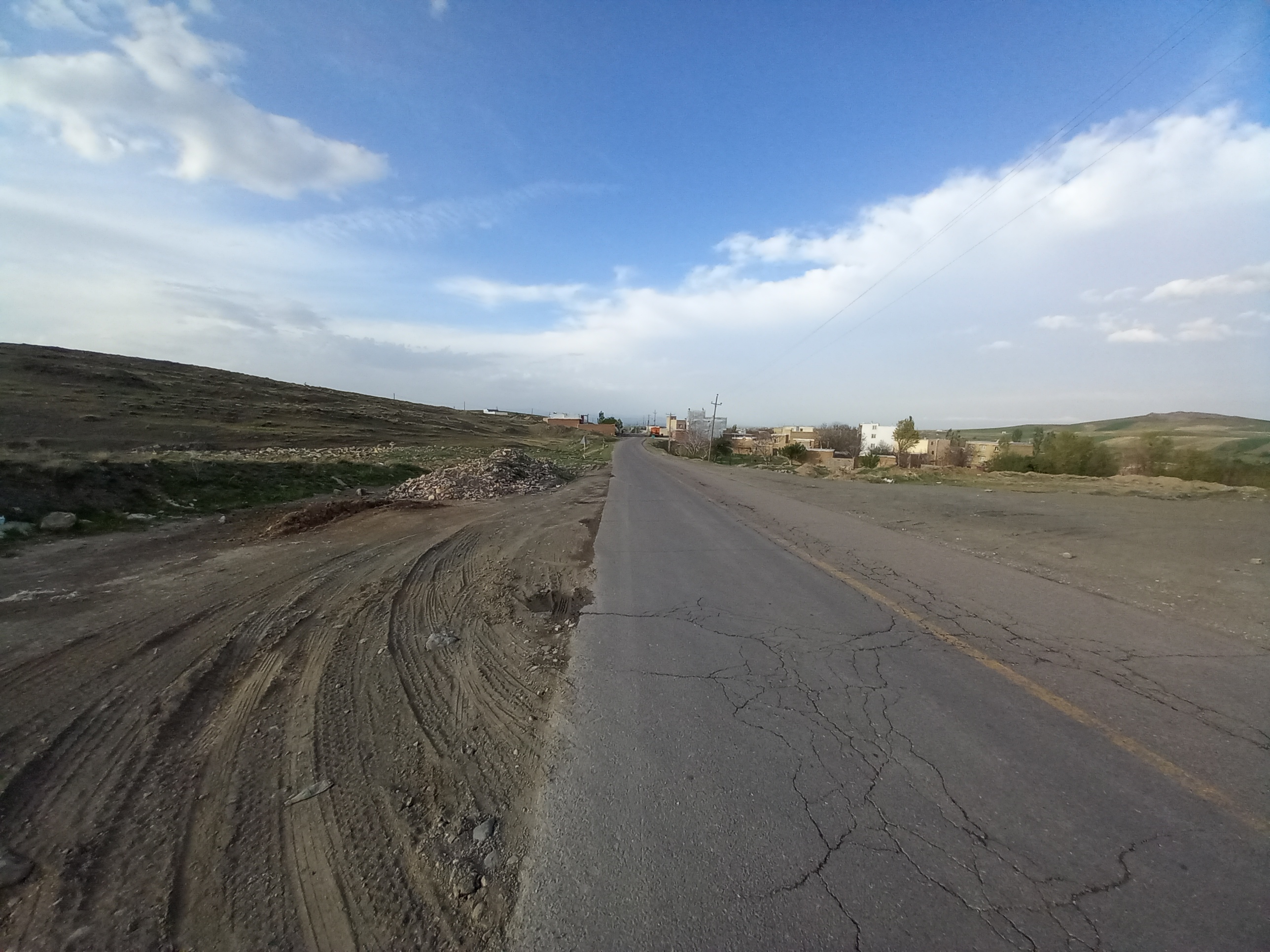
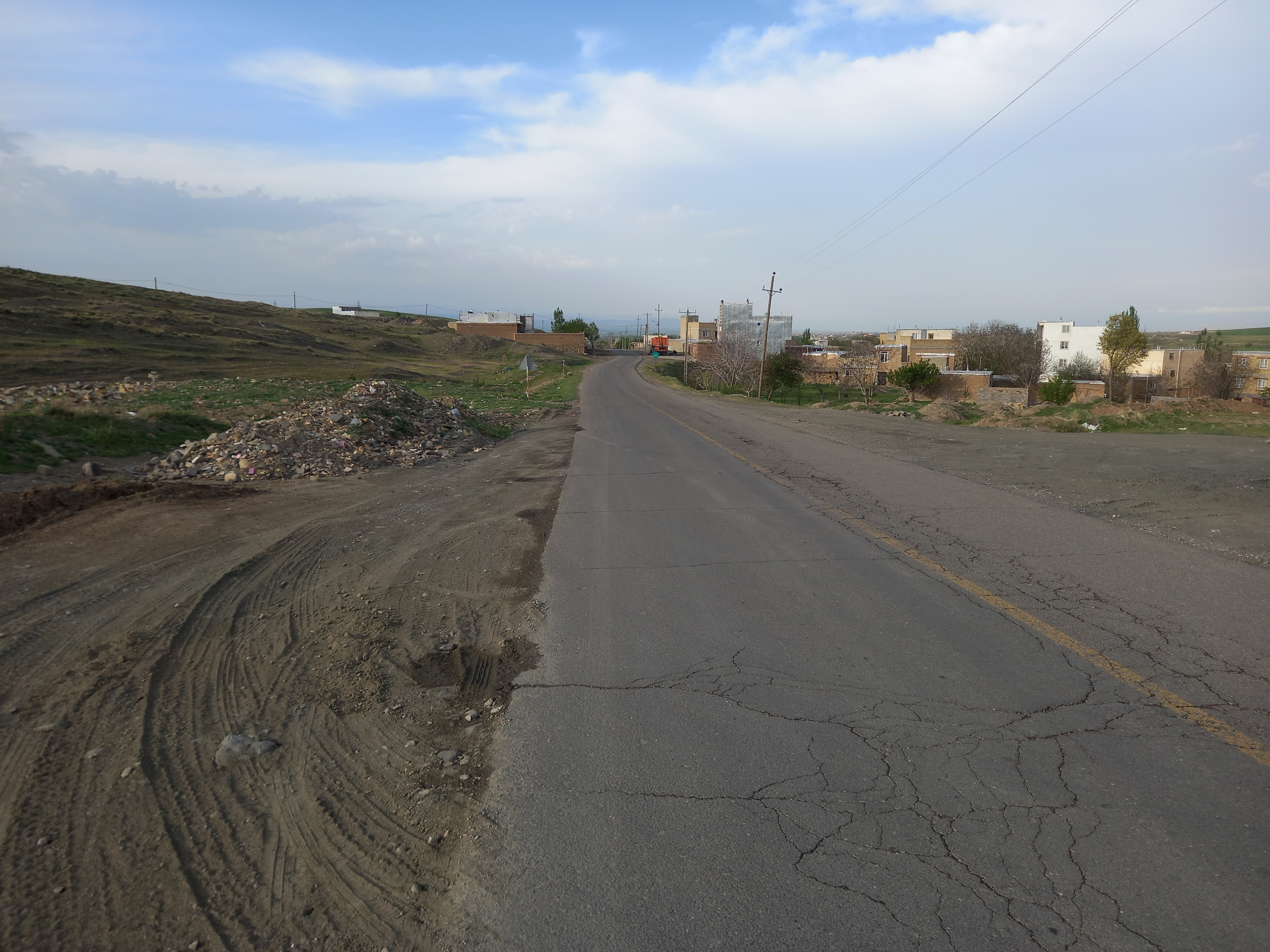
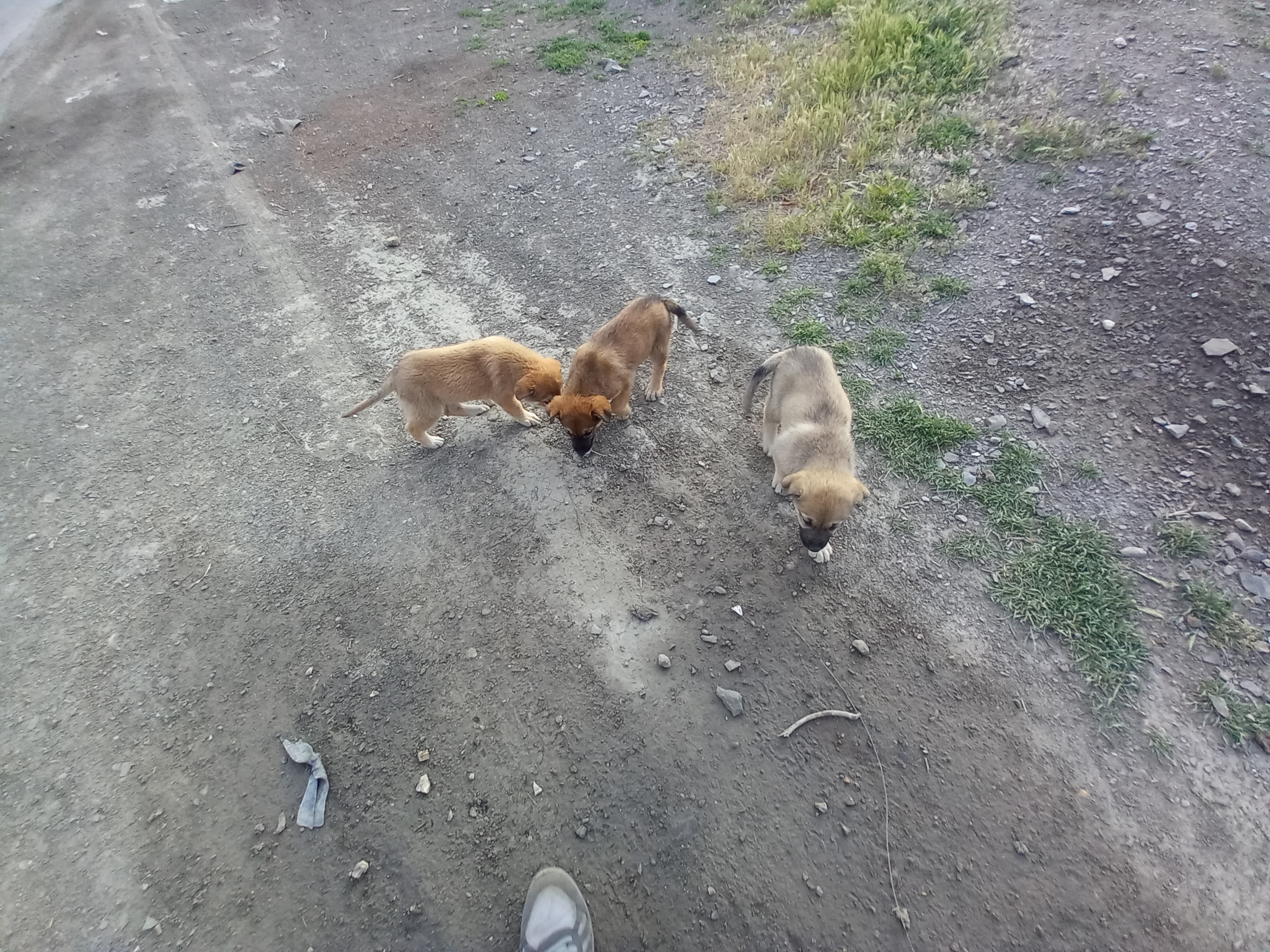